# Aclis ascaris
Aclis ascaris är en snäckart som först beskrevs av Turton 1819.  Aclis ascaris ingår i släktet Aclis, och familjen Aclididae. Arten är reproducerande i Sverige.